# Вордингборг
Вордингборг (дан. Vordingborg) је град у Данској, у југоисточном делу државе. Град је у оквиру покрајине Сјеланд, где са околним насељима чини једну од општина, Општину Вордингборг.

## Географија
Вордингборг се налази у југоисточном делу Данске. Од главног града Копенхагена, град је удаљен 100 километара јужно.
Град Вордингборг је положен на у крајње јужном делу данског острва Сјеланд. Испред града налази се морски теснац Сторстром, који одваја данска острва Сјеланд и Фалстер.
Подручје око града је равничарско. Надморска висина града креће се од 0 до 10 метара.

## Историја
Подручје Вордингборга било је насељено још у доба праисторије. Данашње насеље се први пут помиње у 11. веку. Насеље је добило градска права 1361. године.
И поред петогодишње окупације Данске (1940-45.) од стране Трећег рајха Вордингборг и његово становништво нису много страдали.

## Становништво
Вордингборг је 2010. године имао око 12 хиљада у градским границама. Општина Вордингборг имала је око 46 хиљаде становника.

## Партнерски градови
- Слупск
- Хамина